# Boleszláv
A Boleszláv szláv eredetű férfinév, jelentése: több + dicsőség.

## Gyakorisága
Az 1990-es években szórványos név, a 2000-es években nem szerepel a 100 leggyakoribb férfinév között.

## Névnapok
- december 14.[2]

## Híres Boleszlávok
- I. Boleszláv cseh fejedelem (935 – 967) – Kegyetlen Boleszláv
- I. Boleszláv lengyel király (992 – 1025) – Bátor vagy Vitéz Boleszláv
- II. Boleszláv lengyel király
- III. Boleszláv lengyel fejedelem
- IV. Boleszláv lengyel fejedelem
- V. Boleszláv lengyel fejedelem